# كعكة صفراء
كعكة اليورانيوم الصفراء (بالإنجليزية: Yellow Cake) هو يورانيوم طبيعي في صورة  مسحوق غير قابل للذوبان في الماء ويحتوي على نحو 80 بالمئة من اليورانيت. يتكون اليورانيوم الطبيعي من النظيرين : اليورانيوم-238 بنسبة 99.3% و اليورانيوم-235 بنسبة 0.7% . وتستخدم الكعكة الصفراء لاعداد وقود للمفاعلات النووية غير انه يمكن أيضا تخصيبه بهدف تصنيع سلاح نووي.
الكعكة الصفراء عبارة عن مسحوق اليورانيوم الطبيعي في صورة سداسي فلوريد اليورانيوم «Uranhexafluorid (UF6)»  الذي يتم رفع درجة حرارته إلى 56 درجة مئوية فيتحول إلى غاز. يدخل الغاز في جهاز طرد مركزي للحصول على جزء من الغاز تزيد فيه نسبة اليورانيوم-235 عن نسبتها الطبيعية التي هي 0.7% في اليورانيوم الطبيعي. عند رفع نسبة اليورانيوم-235 في مخلوط يورانيوم يسمى يورانيوم مخصب.
يحتاج تشغيل مفاعل نووي إلى يورانيوم مخصب بنسبة 3.6% لأن اليورانيوم-235 هو الذي ينشطر بفعل النيوترونات وينتج  طاقة حرارية يمكن توليد الكهرباء منها.  بعد تخصيب اليورانيوم في جهاز طرد مركزي إلى نسبة 3.6% يمكن تحويل سداسي فلوريد اليورانيوم كيميائيا إلى أكسيد اليورانيوم، وهو مادة صلبة تصلح لصناعة وحدات الوقود النووي التي تشغل مفاعل نووي.

## معرض صور

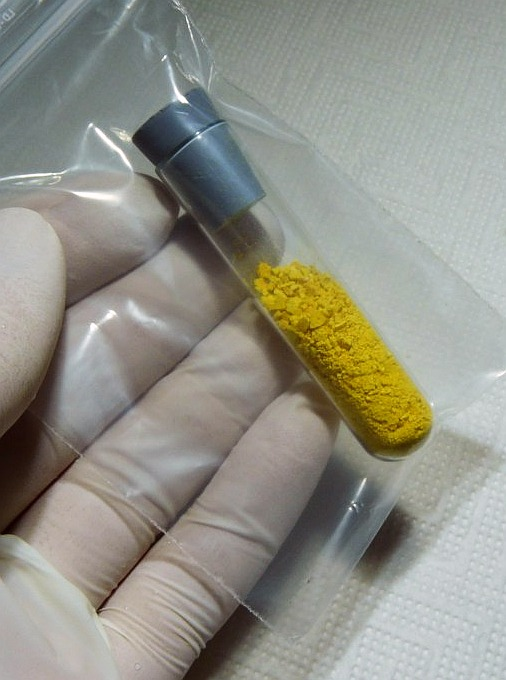
أنبوب اختبار به حبيبات كعكة صفراء
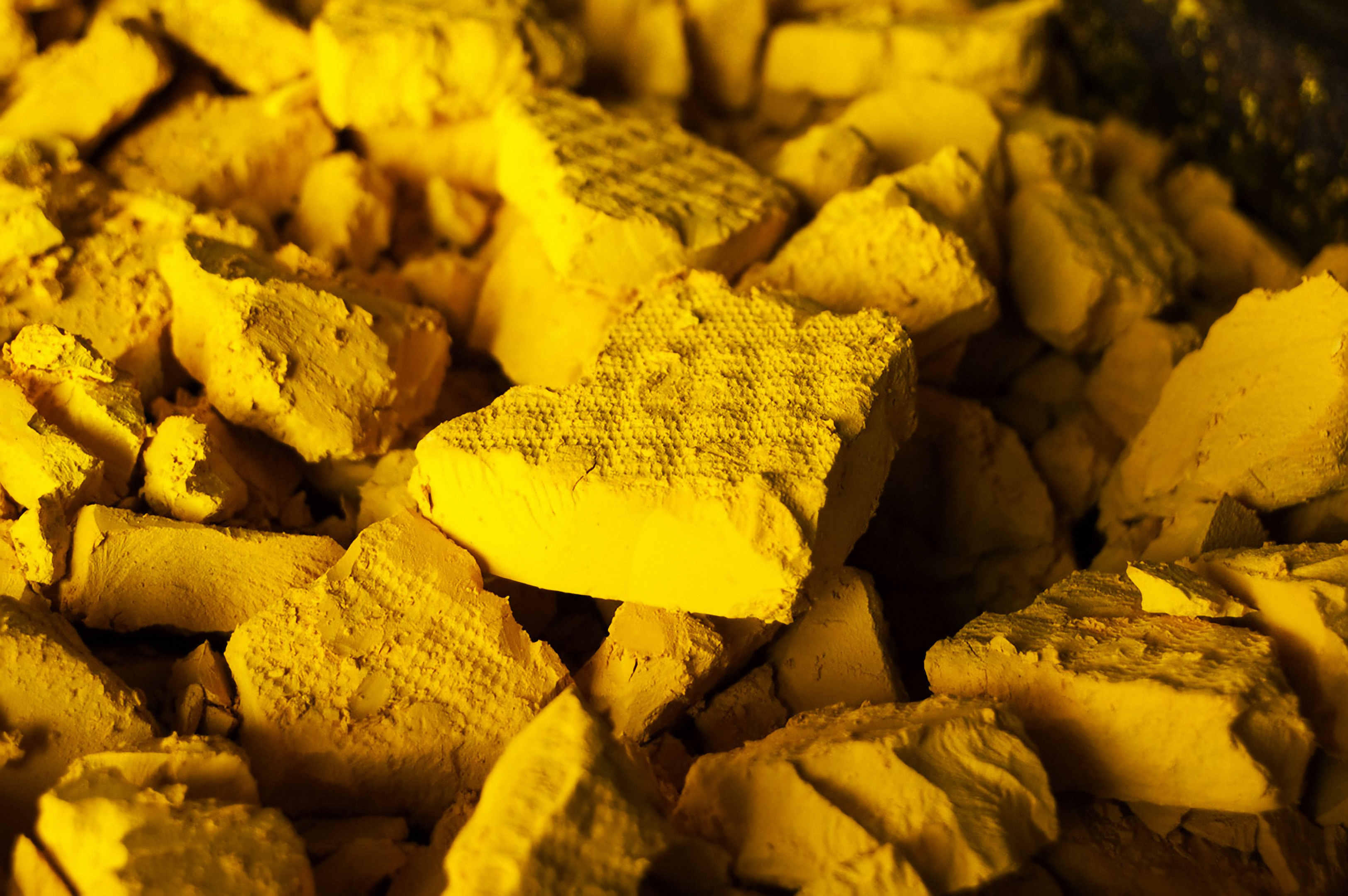
كعكة صفراء